# Grup del Segre-Cinca
El Grup del Segre-Cinca és una fàcies arqueològica que es va estendre per la plana occidental catalana entre el 1650 aC i el 550 aC (entre el Grup del Nord-Est i la cultura ibèrica).
En aquest periode comença a detectar-se una dinàmica protourbana basada en construccions en pedra: Serra de l’Encantada (Alcarràs), La Pedrera (Vallfogona de Balaguer), El Tapió (Alpicat), les Paretetes (Albagés), La Colomina (Gerb), etc. Va evolucionar fins a la formació de poblats closos.
Les ceràmiques solen presentar un apèndix de botó en la nansa, tal com succeeix a la resta del territori català. També les destrals de bronze amb vorells es coneixien a la resta del territori català.
Es coneixen pocs exemples d'ús funerari: les cistes amb túmul de Riols I i de Castellets II (les dues a Mequinensa).